# Pros Mund
Pros Mund (* 1589; † 13. Oktober 1644 im Fehmarnbelt) war ein norwegisch-dänischer Offizier im Dreißigjährigen Krieg.

## Leben
Pros Mund war der Sohn von Nils Sørensen Mund aus Bjerkevold, Norwegen, und Ingeborg Prosdatter Hørby, Dänemark
Er war mit Edel Johansdatter Urne verheiratet.
1624 wurde er zum Leutnant und 1628 zum Kapitän ernannt.
Ihm gehörten die Güter Rønnebæksholm und Grevensvænge.

## Torstenssonkrieg
Als der Torstenssonkrieg ausbrach wurde Pros Mund zum Admiral ernannt und kämpfte zusammen mit Ove Gjedde in der Nord- und Ostsee. Am 1. Juli 1644 kämpfte er zusammen mit Jørgen Vind und
Christian IV siegreich in der Seeschlacht auf der Kolberger Heide.

## Tod
Am 13. Oktober 1644 nahm er auf dem Flaggschiff Patientia an der Seeschlacht bei Fehmarn teil. Als die Patientia von den schwedischen Schiffen Regina and Göteborg geentert wurde, kam Pros Mund ums Leben.

## Nachkommen
Aus der Ehe mit Edel Johansdatter Urne gingen vier Kinder hervor
- Christian Mund (1638–unbekannt)
- Johan Mund (1640–1652)
- Thale Mund (1642–1671)
- Niels Mund (1644–1723)